# Salix iwahisana
Salix iwahisana är en videväxtart som beskrevs av Arika Kimura. Salix iwahisana ingår i släktet viden, och familjen videväxter. Inga underarter finns listade i Catalogue of Life.